# Heinrich Specht
Heinrich Specht (* 4. Januar 1885 in Diemke-Wallenbrück, Landkreis Herford; † 18. Juni 1952 in Nordhorn) war ein deutscher Lehrer, Heimatkundler und Politiker (SPD). Er war Mitglied des Niedersächsischen Landtages.

## Leben
Nach der Volksschule besuchte Heinrich Specht von 1899 bis 1902 die Präparandenanstalt in Melle, von 1902 bis 1905 das Lehrerseminar in Osnabrück und legte 1907 seine 2. Lehrerprüfung ab. 1912 bestand er in Hannover seine Mittelschullehrerprüfung und 1914 dort die Rektorprüfung. Er ließ sich aus dem Schuldienst beurlauben und studierte an der Universität Jena Naturwissenschaften und Philosophie. 
1905 führte ihn seine erste Anstellung als Lehrer an Volksschulen und weiterführenden Schulen nach Uelsen in der Grafschaft Bentheim. Von 1905 bis 1907 unterrichtete er an der Dorfschule im heutigen Nordhorner Stadtteil Hesepe, von 1910 bis 1914 in  Schüttorf und von 1914 bis 1917 am Lehrerinnenseminar in Emden. Im Herbst 1917 wurde er Schulleiter der Altendorfer Schule in Nordhorn, wo er bis zu seiner Pensionierung blieb.
Kurz nach Gründung des Heimatvereins Grafschaft Bentheim 1910 wurde er Mitglied und 1918 in den Vorstand gewählt. In dieser Eigenschaft betreute er zunächst den seit 1920 als Zeitungsbeilage erscheinenden Grafschafter und redigierte den Grafschafter Heimatkalender. Ab 1925 betätigte sich auch selbst als Herausgeber von Zeitschriften und Büchern über die Grafschaft Bentheim und das Grenzgebiet Deutschland-Niederlande. Seiner bis 1932 in monatlicher Folge erscheinenden ersten Schriftenreihe gab er den Namen Das Bentheimer Land. Im selben Jahr wurde er zum Vorsitzenden des Heimatvereins berufen. 1934 stellte er mit seiner Heimatkunde eines Grenzkreises ein umfangreiches Werk vor, das zur heimatkundlichen Unterrichtsgestaltung im Landkreis verwendet wurde. Ab 1935 erschien seine Schriftenreihe Der Bentheimer Heimatbote, die allerdings bald eingestellt wurde, wohingegen Das Bentheimer Land bis 1941 mit diversen umfangreichen Werken fortgesetzt wurde. Darüber hinaus veröffentlichte er zahlreiche Aufsätze in Grafschafter und Osnabrücker Zeitungen, zumeist heimatkundlichen Inhalts, aber auch politische Streitschriften gegen die Forderung der Welfen nach Trennung Hannovers von Preußen oder zur Propagierung eines Gymnasiums in Nordhorn.

## Politik
Heinrich Specht war neben seiner heimatkundlichen Schriftstellerei ein eifriger Politiker. Im November 1918 wurde er Mitglied im Vorstand des "Arbeiter- und Soldatenrates in Groß-Nordhorn". Von 1918 bis 1933 gehörte er der konservativen Deutschen Volkspartei an und war zeitweilig Mitglied des Nordhorner Stadtrates. Nach der Machtübernahme durch die Nationalsozialisten trat er am 1. August 1933 in den Nationalsozialistischen Lehrerbund (Mitgliedsnummer 154763) und den Reichskolonialbund, 1934 in den RLB (Nr. 1385), in die Nationalsozialistische Volkswohlfahrt (Nr. 3467977), NS-Krieggräberfürsoge (Nr. 3298) und 1940 in die NSDAP ein. Zugleich gehörte Specht einer konservativen Widerstandsgruppe im Bentheimer Land an.
Dass er in Zeiten der Kriegsmangelwirtschaft überhaupt noch publizieren konnte, lag an seinen guten Kontakten zur völkischen Heimatkunde, speziell zum Provinzialinstitut für Landesplanung, Landes- und Volkskunde von Niedersachsen (Hannover / Göttingen) und dort zu Kurt Brüning. Immer wieder beantragte er bei ihm und der Reichskulturkammer Papierlieferungen und erhielt sie bis zum Sommer 1944 großenteils auch. Seine und die Publikationstätigkeit des Heimatvereins wurde im Zweiten Weltkrieg zwar eingeschränkt, kam aber nicht vollständig zum Erliegen.
Nach 1945 erschien wieder ein Jahrbuch. 1951 veröffentlichte er mit der Geschichte von Kloster und Stiftung Wietmarschen seine letzte umfangreiche Bearbeitung eines Spezialthemas.
Nach dem Zweiten Weltkrieg wurde er Mitglied im ernannten Bentheimer Kreistag und danach im gewählten Kreistag. Zeitweise war er stellvertretender Landrat im Landkreis Grafschaft Bentheim. Vom 6. Mai 1951 bis zum 18. Juni 1952 war er SPD-Mitglied des Niedersächsischen Landtages (2. Wahlperiode).

## Werke (Auswahl)
- 1919: Der Einheitsschulgedanke und das städtische Schulwesen in der Grafschaft Bentheim
- 1922: Die Schüttorfer Kirche und Kirchengemeinde während des Dreissigjährigen Krieges
- 1925: Der Heimatboden
- 1927: De kloke Jan van Wilsum
- 1934:  Heimatkunde eines Grenzkreises
- 1938: Brücken und Tore der Stadt Nordhorn
- 1940: Die Vogelwelt der Grafschaft Bentheim
- 1941: Nordhorn
- 1941: Stadt- und Wirtschaftsgeschichte von Nordhorn
- 1941: Wappen und Siegel der Stadt Nordhorn
- 1947: Die hohe und niedere Jagd im deutsch-holländischen Grenzgebiet (Grafschaft Bentheim)
- 1947: Die gläserne Kutsche
- 1950: Heil'ge Feuer
- 1950: Unser täglich Brot
- 1951: Kloster und Stift Wietmarschen
- 1953 (postum): Der Landkreis Grafschaft Bentheim